# Usnea bismolliuscula
Usnea bismolliuscula är en lavart som beskrevs av Zahlbr. Usnea bismolliuscula ingår i släktet Usnea och familjen Parmeliaceae.   Inga underarter finns listade i Catalogue of Life.